# Daryll-Ann
Daryll-Ann is een Nederlandse alternatieve-rockband. Midden jaren negentig bereikte de band het hoogtepunt in hun bekendheid, maar genoot vooral status in alternatieve kringen. De belangrijkste songschrijvers van de band zijn Jelle Paulusma en Anne Soldaat.

## Ontstaan
Daryll-Ann werd opgericht in 1988. De meeste muzikanten zaten toen nog op de middelbare scholen Groevenbeek in Ermelo en Nassau-Veluwe in Harderwijk. Ze trokken buiten school met elkaar op in Bar Dancing De Mac en café Moustache in Harderwijk. In eerste instantie bestond de band uit de broers Jelle en Coen Paulusma, Jeroen Vos en Frank van der Bij. Het duurde echter niet lang voordat gitarist Anne Soldaat toetrad. Hiermee was de eerste bezetting van de band compleet.

## Beginperiode
In 1991, nadat de bandleden verhuisd waren naar Amsterdam en Utrecht, brachten ze hun eerste ep uit op het Kelt-label, waarmee ze zich direct in de kijker speelden. Begin 1992 werd de band daarom uitgenodigd om te komen spelen op het Noorderslag festival. Later dat jaar verscheen het debuutalbum Renko, bij Solid Records. De band was echter niet tevreden met het resultaat en besloot alles opzij te zetten voor de muziek. Reden voor Frank van der Bij en Coen Paulusma om uit de band te stappen.

## Engelse periode
Via via komt een demo van Daryll-Ann bij het Engelse Hut Records. Daar zijn ze zo onder de indruk van de muziek, dat ze de band direct willen contracteren. Probleem is echter dat de band nog een doorlopend contract heeft bij Solid. Een lange strijd volgt, waarbij Hut Records uiteindelijk aan het langste eind trekt. De eerste cd die Daryll-Ann, aangevuld met drummer Jeroen Kleijn, bij het label uitbrengt is de ep I could never love you, die in 1994 zowel in Nederland als in Engeland verschijnt.
De Engelse pers is erg enthousiast over de ep en het gerenommeerde blad Melody Maker roept het titelnummer uit tot single van de week. Daryll-Ann speelt dat jaar op Pinkpop. Er volgen vele optredens in Engeland, waaronder optredens met labelgenoot The Smashing Pumpkins, The Verve en Cracker. In augustus staat de band voor het eerst op het Lowlands festival.
Platenmaatschappij Hut heeft veel vertrouwen in de band en stelt een budget van 50.000 euro ter beschikking om het nieuwe album op te nemen. Als producer kiest de band Frans Hagenaars. Als de cd Seaborne West verschijnt in 1995, krijgt het album lovende kritieken in de Nederlandse en Engelse pers. De single Stay wordt wederom uitgeroepen tot single van de week in de Melody Maker. Daryll-Ann speelt een uitgebreide Europese tournee met Bettie Serveert en in augustus wordt Seaborne West uitgebracht in de Verenigde Staten. Ondanks de positieve kritieken, verkoopt de cd maar mondjesmaat. Hierop besluit Hut, dat in geldproblemen is geraakt, om het contract met de band te ontbinden.

## Excelsior-periode
Een nieuwe platenmaatschappij is snel gevonden als bandmanager Ferry Roseboom, samen met producer Frans Hagenaars, in 1996 besluit om het label Excelsior Recordings op te richten. Daryll-Ann, waarin Coen Paulusma is teruggekeerd, is de eerste band die vastgelegd wordt en de band neemt voor dit label, wederom onder productie van Frans Hagenaars, de cd Daryll-Ann Weeps op. Ook voor deze plaat geldt dat de band lovende kritieken krijgt, maar de verkoop tegenvalt. Dit tot ongenoegen van de band, die in augustus voor een tweede keer op het Lowlands festival speelt.
In 1998 doet Daryll-Ann mee aan de Marlboro Flashback Tour. Voor dit project coveren ze nummers van The Byrds. Datzelfde jaar begint de band, onder leiding van Frans Hagenaars, de opnames voor de cd Happy traum, die in 1999 verschijnt. Ook deze cd wordt weer uiterst positief ontvangen, maar een doorbraak blijft uit.
In 2000 is de band te horen op het Doe Maar eerbetoon Trillend op mijn benen, waarvoor ze het nummer Belle Hélène opnemen. Daarnaast brengt de band een livealbum, DA Live, uit, waarop de band terug kijkt op hun tienjarige carrière. Voor bassist Jeroen Vos is dit het moment om uit de band te stappen, hij wordt vervangen door Dick Brouwers.
Voor het album Trailer tales, neemt Daryll-Ann ruim de tijd. Het is vooral Jelle Paulusma, die zich hier opwerpt als bandleider. Hij speelt veel nummers zelf in en de meeste nummers van deze plaat zijn dan ook van zijn hand. De manier waarop deze plaat tot stand kwam, wordt vergeleken met de werkwijze van Brian Wilson. De plaat heeft een ingetogener geluid dan z'n voorgangers. De band krijgt veelvuldig media-aandacht, maar de verkoopcijfers vallen wederom tegen.

## Het einde van de band
Eind 2003 besluit de band het over een andere boeg te gooien. Producer Frans Hagenaars wordt voor de nieuwe plaat vervangen door opkomende producer J.B. Meijers, die zich naast produceren, ook mengt in het proces van schrijven, arrangeren en opnemen. Op 16 februari 2004 verschijnt het album Don’t stop. Dit album is weer een flinke stap terug naar het bandgeluid van de eerdere platen. Een uitgebreide tournee door Nederland volgt, maar op 26 mei 2004 besluit de band halsoverkop om te stoppen. Alle resterende optredens worden afgezegd. Het laatste optreden van de band was op 22 mei 2004 in het toenmalige Theater Romein (nu Poppodium Romein) te Leeuwarden.

## Na Daryll-Ann
Het wordt stil rond de bandleden tot 2006. In januari van dat jaar brengt Jelle Paulusma zijn eerste soloalbum uit onder de naam Paulusma.
Anne Soldaat coacht de band GEM tijdens de opnamen van hun tweede plaat en laat van zich horen met Do-The-Undo, waarin ook bassist Dick Brouwers te vinden is. Hierna gaat hij solo en treedt hij toe tot de band van Tim Knol.
Drummer Jeroen Kleijn is te horen bij labelgenoten Spinvis, Johan en El Pino & the Volunteers. Daarnaast is Kleijn tevens labelmanager van Excelsior Recordings.
Op 19 mei 2010 maakte Excelsior Recordings bekend dat zij in augustus 2010 in Engeland een boxset zou uitbrengen met daarin werk van Daryll-Ann en Anne Soldaat. Ook komt er een box gericht op de Nederlandse markt, samengesteld door Jelle Paulusma, met een selectie van beste nummers en onuitgebrachte demo’s.

## Reünie
Op 15 augustus 2013 maakte de band bekend in 2014 een nieuwe tour te plannen, ter ere van de heruitgaven van hun albums. De cd-box Daryll-Ann Again werd in december 2013 uitgebracht en bevat alle uitgebrachte albums van de band, aangevuld met demo's en bijzondere uitgaven. Aanvullend deed de band in de eerste maanden van 2014 diverse optredens in de meest bekende bezetting met drummer Kleijn en bassist Vos. In deze samenstelling deden ze ook een verrassingsoptreden op Noorderslag 2014.

## Comeback
Op 1 mei 2024 maakte Daryll-Ann bekend dat ze, twintig jaar na het uit elkaar gaan, weer samenkomen in de originele bezetting. In het najaar van 2024 en begin 2025 touren ze langs dertien poppodia in Nederland. Tevens is een nieuw album aangekondigd op het label van Excelsior Recordings. Het eerste nummer A Note About Time verscheen op 31 mei 2024. In september 2024 verscheen dit nieuwe album, getiteld Spring, dat volgens de Volkskrant het niveau benaderde van Daryll-Ann Weeps en Happy Traum.

## Bezetting
- Jelle Paulusma - Zang, gitaar, keyboards
- Anne Soldaat - Zang, gitaar
- Coen Paulusma - Zang (1988-1993, 1996-2004, 2014 >)
- Jeroen Vos - Basgitaar (1988-2001, 2014 >)
- Jeroen Kleijn - Drums (1993-2004, 2014 >)
- Dick Brouwers - Basgitaar (2001-2004)
- Frank van der Bij - Drums (1988-1993)
- Diederik Nomden - Toetsen, zang (2001-2004)

## Discografie

### Albums
| Album met eventuele hitnotering(en) in de Nederlandse Album Top 100 | Datum van verschijnen | Datum van binnenkomst | Hoogste positie | Aantal weken | Opmerkingen |
| ------------------------------------------------------------------- | --------------------- | --------------------- | --------------- | ------------ | ----------- |
| Renko                                                               | 1992                  |                       |                 |              |             |
| Come around EP                                                      | 1994                  |                       |                 |              |             |
| I could never love you EP                                           | 1994                  |                       |                 |              |             |
| Seaborne West                                                       | 1995                  |                       |                 |              |             |
| Daryll-Ann Weeps                                                    | 03-06-1996            |                       |                 |              |             |
| Happy traum                                                         | 20-08-1999            |                       |                 |              |             |
| DA Live                                                             | 01-09-2000            |                       |                 |              |             |
| Trailer tales                                                       | 14-01-2002            |                       |                 |              |             |
| Don't stop                                                          | 16-02-2004            |                       |                 |              |             |
| Spring                                                              | 13-09-2024            |                       |                 |              |             |

### Singles
| Single met eventuele hitnotering(en) in de Nederlandse Top 40 | Datum van verschijnen | Datum van binnenkomst | Hoogste positie | Aantal weken | Opmerkingen |
| ------------------------------------------------------------- | --------------------- | --------------------- | --------------- | ------------ | ----------- |
| Tremble forte                                                 | 13-6-1996             |                       |                 |              |             |
| A proper line                                                 | 15-7-1996             |                       |                 |              |             |
| Surely justice                                                | 20-8-1999             |                       |                 |              |             |